# Radovanj
Radovanj je gora u Hercegovini, smještena sjeveroistočno od Posušja. Visina Gradine (jugozapadna strana) je 1133 metra.

## Položaj
Na krajnjem jugozapadu i jugozapadno od Radovnja smješteno je posuško gradsko naselje. Sa zapada se nalazi Brina, strmi klanac Ričine koji razdvaja Radovanj od Starke. Na sjeveru je smješteno Tribistovo. Istočno je Čuturina brina, klanac koji odvaja Radovanj od lanca što sa sjeveroistoka zatvara Posuško polje. Najveći vrh mu je Snižnica (sjeveroistočna strana) sa svojih 1181 m.n.v.

## Klima i biljni svijet
Na Radovnju prevladava vrlo specifična klima. I dok podnožje ima submediteranski tip klime s elementima pretplaninske maritimne klime, Radovanj i Snižnica, imaju obilježja umjerene planinske klime zbog svoje velike nadmorske visine i blizine visokih planina. Zime su veoma oštre i snježne,  a ljeta mahom topla. Bogat je hrastovom šumom prema kojoj je i najveće selo u Posušju dobilo ime Rastovača, ima dosta crnog graba te javora gluhača, na plodnijim kotama se može naći i mezijske bukve pogotvo na Triskavcu i sjevernim stranama Snižnice. Najzastupljenije vrste hrasta su medunac i cer te se sve češće nalazi mukinja. S južne strane u donjem dijelu grebena prema podnožju se nalazi šuma crnog bora, bijelog bora ima po Snižnici, Triskavcu(gdje raste ponegdje miješan s bukvom) i po vrhu Velika Gradina. Po svim pokazateljima ovo je najviša točka u Europi na kojoj raste hrast koji zbog velike nadmorske visine i specifične klime kasno prolista a lišće mu opada u kasnu jesen ili čak u zimskom razdoblju.

## Životinjski svijet
Brdo je bogato divljači posebno zecom i lisicom, a na vrhu vladaju orlovi. Vuk i divlja svinja su česti stanovnici, a ponekad doluta i medvjed. Lov je otvoren samo u zimskom periodu.

## Radovanj danas
Radovanj je često puta opjevan u pjesmama kroz gusle i gangu. Dosta je pristupačan, pa ga u proljeće posjećuje dosta izletnika, pogotovo djeca. Požarni put vodi prema samom vrhu Gradini. Uz južne i istočne obronke prolazi cesta prema Tribistovu, Rakitnu i Parku prirode Blidinje. Na Gradini se nalaze dva antenska stupa s RTV odašiljačima i telekomunikacijski primopredajnici preko kojih se Hercegovina i središnja Bosna povezuju sa svijetom. Prvi stup je postavljen 1975. godine. Godine 2003. je izbio požar u kojem je izgorjela jugoistočna strana, ali sada se polako oporavlja. Kod vrha Snižnica je kopana ruda.

## Visina
Ako bi se kao podnožje računalo Posuško polje koje zapravo i jeste podnožje onda bi se Radovanj svrstavao u kategoriju planina jer mu je onda relativna nadmorska visina veća od 500 m. 
43°29′14″N 17°20′24″E / 43.4870993°N 17.3399849°E